# IC 1588
IC 1588 је лентикуларна галаксија у сазвјежђу Кит која се налази на листи објеката дубоког неба у Индекс каталогу.
Деклинација објекта је - 23° 33' 31" а ректасцензија 0h 50m 57,7s. Привидна величина (магнитуда) објекта IC 1588 износи 15,4 а фотографска магнитуда 16,4. IC 1588 је још познат и под ознакама ESO 474-33, PGC 2965.